# Кацпрувек
Кацпрувек (пол. Kacprówek) — село в Польщі, у гміні Ласкажев Ґарволінського повіту Мазовецького воєводства.
Населення — 276 осіб (2011).
У 1975-1998 роках село належало до Седлецького воєводства.

## Демографія
Демографічна структура станом на 31 березня 2011 року:
|          | Загалом | Допрацездатний вік | Працездатний вік | Постпрацездатний вік |
| -------- | ------- | ------------------ | ---------------- | -------------------- |
| Чоловіки | 139     | 33                 | 95               | 11                   |
| Жінки    | 137     | 33                 | 80               | 24                   |
| Разом    | 276     | 66                 | 175              | 35                   |